# Geneviève Laporte
Geneviève Laporte, née le 1er mai 1926 à Paris et morte le 30 mars 2012 à Fontainebleau, est un écrivain, une poétesse et une cinéaste française.

## Biographie
Elle a raconté son amour avec Picasso dans Si tard le soir le soleil brille. Les dessins qu'il a faits d'elle (dont L'Odalisque récemment acquis par le musée Picasso à Paris), révèlent la qualité de leurs sentiments. Picasso lui-même considérait ces dessins comme des « lettres d'amour ». On parle à leur sujet de la « période tendre » de l'artiste. Geneviève Laporte s'est souvent exprimée sur Picasso et toujours avec une infinie tendresse, révélant un aspect méconnu du peintre plein de retenue, de timidité et de respect pour la femme qu'il aime.
Les poèmes de Geneviève Laporte révèlent son amour de la nature. Elle le dit à Camille Aubaude dans une interview radiodiffusée de 2007, les trois éléments essentiels de l'écriture poétique sont «une idée, une image et une musique». Ces textes furent reconnus par les plus grands, de Jean Cocteau à Paul Éluard. Certains recueils furent illustrés par Picasso, Cocteau ou Yves Brayer. Ces éditions, aujourd'hui épuisées, frappent par leur qualité esthétique, le lien entre les textes et les images en faisant des ouvrages de bibliophilie.

## Autres activités
Geneviève Laporte a réalisé des documentaires sur l'Afrique et tourné des téléfilms dont Douchka, premier grand rôle de Christophe Lambert.
Elle a créé une fondation pour la protection de la nature et des animaux,, la Fondation Geneviève Laporte de Pierrebourg, sous l'égide de la Fondation de France avec l'argent de la vente des œuvres de Picasso qui étaient en sa possession.

## Informations complémentaires
Geneviève Laporte a donné des conférences dans le monde entier, Picasso? moi je l'appelais Pablo, a participé à des films sur Picasso, sur elle-même Geneviève, un amour secret et à des émissions de radio (1er février 2009 sur Europe 1).